# Tierra-3
Tierra-3 (También denominado Tierra Tres) es un universo paralelo ficticio creado como una realidad alterna de los personajes de DC Comics. Es un universo que hace parte del multiverso DC, una realidad alternativa en la cual se concentran versiones malvadas de los personajes del Universo DC. Apareció por primera vez en el cómic Liga de la Justicia de América #29 (1964), y formó parte de la historia conocida como Crisis en Tierra Tres.

## Historia de la publicación

### Concepto original: Pre-Crisis (1964-1985)
Tierra 3 fue introducida por Gardner Fox y Mike Sekowsky en un número de 1964 de la serie mensual de la Liga de la Justicia de América. La historia sobre Tierra 3 esta es representada como el reflejo de un espejo a la Tierra que conocemos como el Tierra 1 En Tierra 3 la historia del mundo ocurre de manera diferente: por ejemplo, Cristóbal Colón fue un americano que descubrió Europa; Inglaterra fue una colonia que se independizó de los Estados Unidos, al ser ella la que ganó la Guerra de la Independencia frente a los Estados Unidos; Washington entregó su espada a Cornwallis); y el presidente John Wilkes Booth fue asesinado por el actor Abraham Lincoln. Pero, como tema principal de la historia de este mundo, en Tierra 3 vivían las contrapartes malvadas de la Liga de la Justicia, el Sindicato del Crimen de América.
El Sindicato del Crimen son las réplicas enemigas más poderosas que posee la Liga de la Justicia hasta el crossover de 1985, la Crisis en las Tierras Infinitas. En esta crisis reveló que el Lex Luthor de esta tierra , que es llamado Alexander Luthor, es su único superhéroe en una Tierra en donde su totalidad de miembros poderosos son supervillanos, versiones análogas contrapartes de los héroes tanto del Universo DC como del resto de mundos del multiverso DC (posteriormente Tierra 3 es destruida por la energía de antimateria en las primeras escenas de la serie. El único sobreviviente es el hijo de Alex y Lois Lane Luthor, Alexander Luthor Jr. Al final de la serie, todos los mundos del multiverso sobrevivientes terminaron mezclándose.

### Post-Crisis: De la versión del universo de antimateria al nuevo multiverso (1992-2011)
DC Comics usó la Crisis en las Tierras Infinitas para simplificar su ya vasta y compleja continuidad de las publicaciones de DC, ya que al eliminar al multiverso y unificarlo en una única historia en la que situaba las nuevas historias de la editorial en un solo universo, sin contar al universo de antimateria, ya que era parte integral de las historias de los cómics de Linterna Verde, en donde se seguía mostrando como el mundo donde el supervillano y ex-Linterna Verde Sinestro adquirió su poder del anillo amarillo. La editorial mandó por entonces que inicialmente que ofrecería a una nueva versión del Sindicato del Crimen de América, por lo que le dejó a la disponibilidad para nuevos escritores explotar este universo, pero DC después intentaría reintroducir al Sindicato del Crimen sin tener que reintroducir a Tierra 3 en 1992, en el cómic Liga de justicia Trimestral #8, contó con un grupo de alienígenas del planeta Qward (la contraparte del universo de antimateria de Oa), donde funcionaba la versión más poderosa" de las contrapartes malvadas de la Liga de la Justicia.
Este primer intento por traer de vuelta al Sindicato del Crimen, equipo que no dio el éxito esperado, y este concepto principalmente estuvo basado en la contraparte de estos personajes de Tierra 3 posteriormente fue revisada por Grant Morrison JLA: Tierra 2. Morrison retomó gran parte de la historia de Tierra 3 como parte de historia de una Tierra que existía en el universo de antimateria, mostrando ser la sede del Sindicato del Crimen de América. Esta fue su salida más notable para la reincorporación de estos supervillanos, sin embargo, al presentar a este mundo como el producto de una historia alternativa y que intentó reimaginar a varios miembros Sindicato del Crimen (como por ejemplo, al volver a describir la historia de Owlman como el hermano de Batman llamado Thomas Wayne, y mediante este nuevo origen también describió que Ultraman no era el extraterrestre llamado Kal-El, sino que un humano astronauta adquirió los poderes de su contraparte Kriptoniana al viajar a Krypton). Al final de JLA: Tierra 2, el SCA había lanzado un ataque nuclear contra Londres, y contra el movimiento independista de Gran Bretaña.
En Superman/Batman Anual #1, tres miembros de este Sindicato del Crimen de América (qué incluían a Ultraman, Owlman y Superwoman) aparecieron en el propio Universo DC, junto a una versión doppelgänger del universo de antimateria sin nombre del supervillano Deathstroke (cuyo comportamiento, incluyendo haciendo una ruptura humorística de la cuarta pared y con poderes que son exactamente los mismos que su contraparte de Marvel Comics a Deadpool, y este siendo su versión más loca) había sido contratado para proteger a Bruce Wayne. La historia supuestamente se llevó a cabo como la primera vez en que Superman y Batman intentarían averiguar la identidad entre sí y coincidió conque Batman, Superman y Deathstroke luchando contra sus mismos homólogos del universo de antimateria. Cabe señalar, sin embargo, que la historia tan sólo fue contada por Mr. Mxyzptlk, por lo tanto, puedo haber sido completamente falsa.
En el último número de la maxiserie semanal limitada 52 de 2007, un nuevo multiverso fue revelado tras los acontecimientos de la Crisis Infinita, conformado por 52 realidades paralelas. Entre dichas realidades paralelas se muestra una nueva versión de "Tierra 3". Como resultado, de las maquinaciones de Mr. Mind al intentar "comerse el multiverso" los rasgos de las distintas 52 realidades permitió reescribir los principales aspectos visuales de los mundos alternos, incluido el de Tierra 3 (que rescataría ciertos rasgos Pre Crisis) pero con ciertas diferencias notables. El nuevo concepto sobre esta nueva Tierra 3 no fue explorado en gran parte tras estos incidentes, pero figuraría un par de historias posteriores a la serie semanal "52", pero en "Cuenta atrás para la Crisis Final" (evento entre 2007 y 2008) sería retomada. Esta nueva Tierra 3 fue revelado bajo el nombre de Sociedad Crimen de América, pero que, a diferencia de la original, era simplemente la contraparte de la también resurgida Tierra 2. Esta Sociedad Crimen se consideró como versiones malvadas de los héroes de Tierra 2, que actuaban como contraparte de los personajes de la edad de oro de DC Comics, que residían en la Tierra del universo de antimateria. Un héroe conocido como El Jokester operaba en este universo, además de una versión del Riddler, Tres Caras (contraparte femenina de Dos Caras llamada Evelyn Dent) , y su propia Duela Dent. En Cuenta Atrás para la Crisis Final #31 una versión de Zatanna (llamada Annataz Arataz) de este mundo fue utilizada por Superman Prime para mantener controlado a Mr. Mxyzptlk. Basándose en los comentarios de Grant Morrison, este universo alterno no es la versión Pre Crisis de Tierra 3. A pesar del regreso del multiverso DC y la reaparición de una nueva Tierra 3, la Tierra del universo de antimateria aún era reconocible su existencia en Qward, sólo que esta actuaba como un microcosmos inverso de Nueva Tierra. El preestablecido Sindicato del Crimen de América del universo de antimateria volvería a aparecer en la maxiserie limitada Trinidad.

### Los Nuevos 52: (2013-presente)
Con el reinicio de la continuidad del Universo DC con el lanzamiento de "los nuevos 52", en los eventos de 2013 y 2014, los crossovers "La Guerra de la Trinidad" y "Maldad Eterna" reintrodujo al Sindicato del Crimen de América de Tierra 3, ahora con un nombre acortado denominado el "Sindicato del Crimen". En estas dos historias, se cuenta que el origen de toda la maldad del multiverso DC y del Universo DC que ha existido por mucho tiempo se debe a que su procedencia proviene de esta Tierra y se culpa principalmente al Sindicato del Crimen de dichos acontecimientos. Este Sindicato del Crimen se basa en gran parte a la versión creada por Morrison, introduciendo nuevos personajes, y mostrando a un re-imaginado Ultraman siendo una vez más como una historia de un alienígena con un origen paralelo más parecido al de Superman. En las escenas finales de la serie "La Guerra de la Trinidad", Ultraman, Superwoman, Owlman, Johnny Quick, Power Ring, y los nuevos Deathstorm, Alfred Pennyworth (llamado aquí como El Outsider) y Atómica (La contraparte femenina y malvada de Atom) son finalmente revelados como los culpables de los acontecimientos que tienen que ver alrededor de la Caja de Pandora, que resulta siendo un dispositivo enviado a través del tiempo y abierto por siglos atrás por Pandora la muchacha condenada por abrir la caja prohibida por los dioses griegos del mito que condenó al mundo a soportar todos los males del mundo, y que resultó siendo un dispositivo adicional para comunicar Tierra 3 con Tierra Prime (el nuevo nombre del Universo DC). Entonces, estos personajes son revelados a la Liga de la Justicia tan pronto la serie crossover termina. Sea King (contraparte de Aquaman) quien también habita Tierra 3, también logra llegar a Tierra Prime, aunque aparentemente aparece muerto (debido a los efectos que le ocasionaron el viaje) aunque más tarde reaparecería en las páginas de la historia paralela a "Maldad Eterna" denominada "Forever Evil: Blight". Una versión del Detective Marciano también existe en su mundo, quien habitó o habita Tierra 3. la versión de Alexander Luthor, fue revelado como su más acérrimo archienemigo, se convierte en "Mazahs!", siendo este la contraparte del Shazam!, también procedente de Tierra 3 quien en las páginas de "Maldad Eterna" aparece amordazado para que no diga la palabra mágica que le permite convertirse, pero al final, cuando este resulta desatado, se convierte en "Mazahs!" logrando permitir a los héroes derrotar al l Sindicato del Crimen, pero logrando diezmar al equipo al separarse, y mostrando al miembro del equipo Power Ring y mostrando a una Superwoman escapando donde revela estar embarazada y donde esta tuvo una corta relación con Alexander Luthor.

## Personajes de Tierra 3

### Pre-Crisis y Post Crisis
| Nueva Tierra/Tierra Prime | Tierra 3 (1964-2011) (Pre-Crisis/Post Crisis) | Tierra 3 Los Nuevos 52 (2011–presente)                                            | Notas |
| ------------------------- | --------------------------------------------- | --------------------------------------------------------------------------------- | --- |
| Superman                  | Ultraman                                      | Ultraman                                                                          | - Al igual que la historia de Superman, era el hijo de Jur-Ul, que fue enviado desde el planeta Krypton a Tierra 3 donde por primera vez encontró la kryptonita en el espacio exterior, comenzó a ser transformarlo en un ser superpoderoso que posee vastos poderes y habilidades. A su llegada a Tierra 3, el niño creció y siguió desarrollando nuevos poderes cada vez que se encontraba con kriptonita. Al llegar a la edad adulta, se cambió el nombre a Ultraman y comenzó una vida de conquista y destrucción. Sería durante su campaña de conquistas que encontró con otros cuatro seres con superpoderes que sería lo que el necesitaba para juntarlos junto a otros más para adelantar su conquista del mundo y fundar el Sindicato del Crimen de Amérika (SCA). |
| Batman                    | Owlman                                        | Owlman                                                                            | - Thomas Wayne Jr. nació con superinteligencia que fue mejorada, pero con un bajo nivel de habilidades mentales superhumanas. Desarrolló dispositivos artificiales para mejorar estas habilidades mentales, particularmente los grandes ojos de búho reflectantes que lleva en su casco y que utiliza como transmisor para poder determinar sus objetivos. |
| Wonder Woman              | Superwoman                                    | Superwoman                                                                        | - Al igual que en la historia de la Mujer Maravilla, Superwoman era una conocida amazona, y tiene todos los poderes y habilidades propias de ellas. Pero a diferencia de la princesa Diana, reconocida líder de las amazonas, esta amazona era una renegada que abandonó la Isla Paraíso por su propia voluntad después de enterarse sobre el mundo exterior. También sabía que las amazonas de Tierra 3 nunca intentaron recordar el mundo exterior que estaba a sus espaldas pese a todos los años transcurridos que Super-mujer estuvo activa. Sin embargo, se ha supuesto que al igual que la Mujer Maravilla de Tierra 2, fue despojada de su inmortalidad por las amazonas por romper sus reglas y leyes, ya que por lo general se la muestra con un cabello negro con una franja blanca en sus apariciones posteriores, lo que indicaría que en historias posteriores había empezado a envejecer. |
| The Flash                 | Johnny Quick                                  | Johnny Quick                                                                      | - La mayor parte de la historia de Johnny Quick fue revelada sobre sus orígenes en Tierra 3. Lo que se sabe es que la persona que asumió la identidad de Johnny Quick es que él nació super velocidad y más tarde encontró un casco que le permitió enfocar sus super habilidad de la velocidad al considerarse que podía permitir ser más veloz a niveles mucho mayores. Con la velocidad extra que le otorgaba el uso del casco y adoptando el nombre de "Johnny Quick", comenzó su carrera criminal con la conquista del mundo. Sería durante sus ataques que él realizaba que le permitió unirse al equipo con los otros cuatro seres súper poderosos de Tierra 3 y colaboró con la organización conocida como el Sindicato del Crimen de América. - En The New 52, Johnny Quick tiene una relación con Atómica. Es asesinado en Forever Evil #6 por Mazahs. |
| Green Lantern             | Power Ring                                    | Power Ring                                                                        | - Él estaba buscando activamente un poder místico pero por alguna razón a él lo encontró primero cuando un monje loco le dio una lámpara y un anillo para controlase y jugara con un poder ilimitado. Al aceptar el poder de la lámpara y tocar este hombre comenzaría su carrera como Power Ring. Durante sus años logró muchas hazañas criminales, uniéndose al equipo con los otros cuatro seres súper poderosos de Tierra 3 y colaboró con la organización conocida como el Sindicato del Crimen de América. - En los nuevos 52, fue asesinado por Sinestro en Forever Evil #5. |
| Aquaman                   | Baracuda                                      | Sea King                                                                          | - Introducido en los nuevos 52 como la contraparte de Aquaman en el Sindicato del Crimen. Aparentemente muerto cuando cruzó el portal a Tierra Prime, se comprobó que no ha´bia muerto en olos, acontecimientos de Forever Evil: Blight. |
| Atom                      | Desconocido                                   | Atómica                                                                           | - Introducido en los nuevos 52 como la contraparte de Atom en el Sindicato del Crimen. Ella tiene una relación con Johnny Quick. |
| Firestorm                 | Desconocido                                   | Deathstorm                                                                        | - Introducido en los nuevos 52 como la contraparte de Firestorm en el Sindicato del Crimen. |
| Cyborg                    | Desconocido                                   | El Grid                                                                           | - Introducido en los nuevos 52 como miembro del Sindicato del Crimen. Es un virus informático inteligente en el cuerpo de Cyborg a partir de viejas piezas de Cyborg. |
| Joker                     | El Jokester                                   | El Joker                                                                          | - Intimidado y abusado durante gran parte de su vida, Jackie encontró la felicidad con la bella y cariñosa Evelyn Dent, sólo para perderla cuando había desarrollado sus personalidades divididas. Se convirtió en un comediante profesional en el club de comedia La última risa, pero luego fue testigo de cómo el dueño del club era asesinado por el malvado Owlman. Harto estar tantas veces intimidado, Jackie rediseñó su acto, centrando todos sus chistes sobre Owlman. Ayudado por la gerente Harley Quinn, se convirtió en una especie de super-héroe para el pueblo de ciudad Gotham frustrando audazmente sus actos y ridiculizándolo en todos los aspectos de la vida villana del criminal. Como retribución de Owlman, sin embargo, también era mortal. Harley fue asesinada y la boca de Jackie estaba cortada, dejándolo con una sonrisa extraordinariamente amplia. Cualquiera que sea la cordura que había poseído desapareció y en ese momento fue cuando se convirtió en El Jokester, dedicando su vida a arruinar y humillar a Owlman y a su compañero Talon. - En los nuevos 52, después de matar a Talon, el Joker es asesinado por Owlman. |
| Lex Luthor                | Alexander Luthor Jr.                          | (Mirar la información de la casilla de abajo)                                     | - Durante los acontecimientos de la Crisis en las Tierras Infinitas, Alexander era el único héroe de su mundo, el y su esposa fueron capaces salvar a su único hijo, Alexander jr.. ("Alex") al enviarlo fuera de su mundo paralelo producto de que era inminente la destrucción total de su realidad, colocándolo en una cápsula que lo llevaría a Tierra 1. Alexander Luthor, junto con todos los demás nativos de su universo, murió en el ataque del Antimonitor. La existencia de la realidad de Tierra 3 fue borrada de su existencia. Alexander Luthor Jr. sobrevivió no sólo la desaparición de su realidad nativa, sino también el colapso del multiverso. Solo sostuvo apenas los recuerdos de su padre Alexander Luthor Sr. y su extinto mundo. |
| Lex Luther / Shazam!      | Desconocido                                   | Alexander Luthor/Mazahs                                                           | - En los nuevos 52, Alexander Luthor obtuvo el poder del rayo oscuro para convertirse Mazahs, la contraparte de Shazam! |
| Lois Lane                 | Lois Lane Luthor                              | Desconocido                                                                       | - En la realidad paralela conocida como Tierra 3, Lois Lane se casó con el mayor adalid de la Tierra, Alexander Luthor. Poco antes de que el evento conocido como la Crisis en las Tierras Infinitas afectase su mundo, los Luthor dieron luz a un niño, llamado Alexander Jr. Cuando el Antimonitor, lanzó una onda de energía de antimateria que barrió el Multiverso, Lois y Alex pusieron su hijo en el interior de un módulo especialmente diseñado y lo lanzaron lejos su planeta asediado. Alex Sr. y Lois Lane murieron en los brazos de la onda de energía de antimateria que se había extendido por todo su mundo. |
| Detective Marciano        | Desconocido                                   | Existe, murió en la invasión de la nueva versión del Antimonitor de Los Nuevos 52 | - En los nuevos 52 la contraparte del Detective Marciano se quedó en Tierra 3 durante su destrucción y finalmente murió allí. |
| Riddler                   | Quizmaster                                    | Desconocido                                                                       | - Edward Nashton estaba fascinado por los rompecabezas y juegos de mesa y deducción temprana edad. Era una persona académicamente activa (en un momento fue considerado uno de los hombres más inteligentes de la Tierra) y naturalmente inclinado hacia al altruismo. Se casó y tuvo hijos. También fue un luchador contra el crimen bajo el nombre de "Quizmaster", llegando a ser un miembro fundador de la "Justice Underground". Él siempre fue como el dolor de cabeza de Owlman y del Sindicato del Crimen de Amerika durante muchos años. |
| Robin                     | Talon                                         | Talon                                                                             | - Es el aprendiz de Owlman. Ha habido varios Talons, contrafiguras de los Robins de Nueva Tierra. Una de los Talons (supuestamente el Jason Todd o la versión de Tim Drake) tuvo una relación sentimental con la hija del Jokester, Duela Dent, y estaba dispuesto a traicionar a Owlman para estar con ella. Por desgracia, la verdad que causó al Jokester hizo renegar a su propia hija Duela. De alguna manera, Duela y una de los Talons terminaron por trasladarse a vivir a Nueva Tierra, donde ambos pasaron tiempo como miembros temporales de los Jóvenes Titanes. - En los nuevos 52, Talon de este mundo es Dick Grayson de Tierra 3. En este mundo, él murió asesinado por el Joker. |
| Alfred Pennyworth         | Desconocido                                   | Alfred Pennyworth/El Forastero                                                    | - Introducido en los nuevos 52 como el mayordomo de Owlman. Es la contrafigura del mayordomo de Bruce Wayne, Alfred Pennyworth. Él mató a los padres de Owlman y, a pesar del crimen, forma una relación con él. Él es asesinado por Black Manta en Forever Evil #6. |
| Dos Caras (cómic)         | Tres Caras                                    | Desconocido                                                                       | - Evelyn Dent era la contrafigura femenina de Harvey Dent, y vivía Tierra 3 hasta su muerte a manos de Superwoman. Evelyn tenía tres personalidades diferentes pero no tiene las mismas cicatrices como su contraparte villana Harvey Dent, pero tenía un brazo cibernético. Ella se involucró mucho con Quizmaster y el Jokester de Tierra-3. Tuvo una hija llamada Duela Dent con el Jokester. Los cuatro formaron la Familia Riddler y se opusieron a las actividades criminales de Owlman y Talon en Ciudad Gotham. Quizmaster fue asesinado más tarde por Ultraman y Jokester pensó que Tres Caras fue asesinada por Superwoman, pero al final de la historia sobre la Sociedad del Crimen, se mostró que había utilizado algún tipo de implante cibernético. |